# Drapelul Coastei de Fildeș

Raport: 2:3

Drapelul Coastei de Fildeș are trei benzi verticale de culoare portocalie (lângă lance), albă și verde.
Seamănă cu drapelul Irlandei, care însă este mai lung și are culorile inversate: verdele este lângă lance. Seamănă de asemenea cu drapelul Italiei care este verde (lângă lance), alb și roșu.
Se bazează pe drapelul Franței; portocaliul simbolizează pământul, savana din nordul țării și fertilitatea, albul reprezintă pacea, iar verdele reprezintă speranța și pădurile din partea de sud a țării. 